# Aage Utzon
 Der er for få eller ingen kildehenvisninger i denne artikel, hvilket er et problem. Du kan hjælpe ved at angive troværdige kilder til de påstande, som fremføres i artiklen.

Aage Oberg Utzon (16. november 1885, Hellebæk – 1970) var en dansk skibsingeniør og far til Leif Utzon, Jørn Utzon og Erik Utzon.

## Liv og karriere
Aage Utzon var søn af fabrikant Hans Jørgen Utzon og Anette Marie Christine Oberg.
Aage Utzon blev uddannet som skibsingeniør på Armstrong College For Naval Architects i Newcastle. Han ankom 1918 til Aalborg og blev ansat som driftsingeniør på A/S. P. Ph. Stuhrs Skibsværft. Han indledte sin karriere i Aalborg med at lave udkast til nye bygninger til selve produktionen. Familien boede først i en lille lejlighed i Vendelbogade. Senere flyttede de til en murermestervilla på Nørre Trandersvej i Vejgård. Verdenskonjunkturerne ændrede sig flere gange op gennem 20'erne og 30'erne, så i 1936 opsagde Aage Utzon sin stilling som direktør på Aalborg Værft for at overtage arbejdet som leder af reparationsafdelingen på Helsingør Værft.
Aage Utzon skabte sammen med Georg Berg og M.S.J. Hansen respekt inden for sit fag ved at udvikle den nøjsomt præciserede spidsgatter. De dygtige kapsejlere gik til Aage Utzon, som havde ry for at tegne de hurtigste spidsgattere, og med de dygtigste folk ved roret, skulle de selvsagt også vinde. Han var kendt for at beskrive sine både ned til den mindste detalje i sine konstruktionstegninger. I udformningen af skibene blev konstruktions- og funktionsoptimering den afgørende faktor for skibenes udseende.

## Privat
Aage Utzon blev 1915 gift med Estrid Marin Valeska Halina Olsen (8. december 1894, Kaukasus - 6. oktober 1951).
Som enkemand valgte Aage Utzon at fraflytte Søndre Strandvej 40 Helsingør og bo til leje i det gamle ledvogterhus fra 1735, Bøssemagergade 72, Hellebæk i den halvdel af ejendommen, der vendte mod Bondedammen, hvor han havde en rojolle.